# 方滨兴
方滨兴（1960年7月17日—），男，祖籍江西万年，生于黑龙江哈尔滨，中华人民共和国信息安全专家，中国工程院院士。曾任北京邮电大学校长，国家计算机网络与信息安全管理中心主任兼总工程师、信息产业部互联网应急处理协调办公室主任，中国网络空间安全协会理事长,中国网络审查防火墙技术主导者。现任国家信息化专家咨询委员会网络与信息安全专委会副主任，国家互联网信息办公室专家委员会委员。国家863计划“十二五”专家委员会委员，中国通信学会副理事长。中国共产党党员，第十一届全国人大代表，北京市第十四届人大常务委员会委员。
方滨兴是中国大陆网络审查体系防火长城（GFW）关键部分的首要设计师，因此被网民称为「中国防火墙之父」，其官方在线简历也显示他主持建设了“国家网络安全监控平台”等多个相关系统。

## 生平
1960年7月，出生于黑龙江省哈尔滨市，祖籍为江西省万年县。
1978年至1981年，在哈尔滨工业大学取得学士学位。1982年至1984年，在清华大学取得硕士学位。1986年至1989年，在哈尔滨工业大学取得博士学位。1990年至1993年，于国防科学技术大学计算机科学与技术博士后流动站在职学习。1984年至1999年，在哈尔滨工业大学任教。
1984年10月，方滨兴获得硕士学位后回到哈尔滨工业大学计算机系工作，先后担任助教、讲师、副教授、教授（1992年晋升）、博士生导师（1995年晋升）。
1986年2月，方滨兴在哈尔滨工业大学就读在职博士研究生（1989年9月毕业）。
1990年4月，方滨兴进入国防科学技术大学计算机科学与技术博士后流动站在职研究学习（至1993年10月），师从计算机专家胡守仁教授。
1993年7月，方滨兴担任哈尔滨工业大学计算机系计算机系统结构教研室副主任、主任（至1997年5月）。
1997年6月，方滨兴担任哈尔滨工业大学计算机与电气工程学院副院长（至1999年6月）。
1998年8月，方滨兴担任哈尔滨工业大学网络中心主任（至1999年6月）。
1999年6月，方滨兴加入中国共产党，同年7月在国家计算机网络应急技术处理协调中心工作，先后担任副总工（1999年—2000年）、总工程师、副主任、教授级高级工程师（2000年—2002年）、主任（2002年—2006年）。
2001年，获得国务院特殊津贴。
2002年，方滨兴任中国科学院计算技术研究所客座研究员、博士生导师、信息安全首席科学家。
2002年至2006年，方滨兴在国家计算机网络与信息安全管理中心任主任、总工程师、教授级高级工程师，后任其名誉主任。
2003年4月，方滨兴担任信息产业部互联网应急处理协调办公室主任（至2008年1月），同年在中央党校地厅级干部进修班第41期脱产学习半年。
2004年，方滨兴入选“新世纪百千万人才工程国家级人选”。
2005年，方滨兴任国防科学技术大学兼职教授、特聘教授、博士生导师。同年被遴选为中国工程院院士。
2006年至今，任国家计算机网络与信息安全管理中心名誉主任。
2007年12月至2013年6月，任北京邮电大学校长。
2008年1月，方滨兴当选为第十一届全国人大代表。2011年11月，方滨兴高票当选北京海淀区北邮选区的基层人大代表。
2012年，任中国科学院信息工程研究所客座研究员、博士生导师。
2012年至2013年，任中国科学院信息工程研究所学术委员会主任。
2013年6月27日，方滨兴在北京邮电大学本科毕业生典礼上讲话，宣布自己因身体健康原因不再连任北邮校长职务。报道指出方滨兴所患为晚期结肠癌。
2016年3月，当选中国网络空间安全协会第一届理事会理事长。8月，担任哈尔滨工业大学（深圳）计算机科学与技术学院教授、首席学术顾问  。
2017年7月18日，方滨兴院士受聘广州大学，带领团队30多人整体加入并创建了研究生创新班“方滨兴班”（简称“方班”）成立广州大学网络空间先进技术研究院，担任名誉院长。

## 争议

### 观点
- 2010年3月，在《人民邮电报》专访中，方滨兴建议手机的互联网的管理模式和电脑上的互联网管理模式要存在区别，可以采取“白名单”的管理模式，开辟面向少年儿童的“绿色家园”服务。他认为黑名单模式会有漏网之鱼，还要费劲地去找那些不健康的网站和内容。[22]
- 2010年谷歌退出中国事件中，方滨兴曾出面为“中华人民共和国网络审查”等制度辩护。在2010年3月23日中国中央电视台CCTV4的《今日关注》节目[23]中，方滨兴声称谷歌本身建立了过滤机制，可通过其对搜索结果进行内容审查，方滨兴给该机制起名为寒蝉效应[24]。事后也有网民声称其所言与事实严重不符。但方滨兴对之给出了测试方法，如在Google的德国网站（Google.de）中搜索“Hitler”这个词，就会在连续几页的最后条目中返回：「作为对Google收到的一份法定要求的回应，我们已从本页移除了X条搜索结果。如果您愿意，可参阅这一要求的详情，链接如下 ChillingEffects.org」，以此为将谷歌的过滤功能起名为“寒蝉效应”的理由。
- 2011年2月，方滨兴在接受《环球时报》英文版采访时称在自己的家用电脑上有6个VPN（虛擬私人網路）用以测试防火长城。被问到防火长城是如何运作的时候，他拒绝回答，说「It's confidential」（这是机密）。文章发表后民愤强烈[來源請求]，《环球时报》随后在官方网站上撤下了该篇采访，不过文章仍然能从其他转载媒体的网站中找到。[25][3]同年5月，《环球时报》英文版问到方滨兴关于5月6日起中国大陆互联网经常出现国际出口故障不能上境外网站的时候，他说：

一些ISP必须为自己的用户支付国际流量费用，因此这些公司有动机去阻碍用户访问国外网站。
- 2014年，方滨兴在接受《人民日报》采访时称[28]，中国应该

尽快着手建设国家网络边防，构建信息科技自主创新和信息技术方面的中国话语权，打造网络疆域的保护体系。
事实上，美国已将网络空间与海洋、陆地、天空、太空相提并论，形成了“网域”的概念。美国的三大战略包括核战略、太空战略和网域战略，五大主权领域和战场包括领海、领土、领空、领天和领网。在国家间存在着网络战威胁的今天，国家主权越来越多地体现在对领网的控制上。
- 2016年，方滨兴日前在中國超算中心發表演說時，有人詢問有關防火長城的問題，方批評了防火牆管理人員不作為的情況。另一方面，他也主張谷歌與旗下YouTube也常會配合政府刪除訊息，他此次演講多次稱讚美國科技公司發展了令他欣賞的篩選算法，還花了許多時間演示說明其技術的精準高效，並鼓勵中國研究員參考學習，莫不思進取。根據網民Maple Whispers錄音，方原話如下[29]

我已經離開這個行當十幾年了，這些話我不敢公開說，如果我還在幹我就親自（對他們）說了，我認為現在技術人員的問題是‘無能’：什麼叫無能呢，這好比說我知道這個樓里有炸彈，我本來可以精確的制導，制導到某一個壞人，但是我們現在仍然要炸掉這棟樓，壞人死了，其他人我不管，這就是技術人員的不作為。
你看谷歌，你看Youtube和剛才我演示的一些網頁，都會有審查的制度，他們每天都過濾掉了大量的搜索結果。所以我覺得這件事防火長城應該有一個好的技術去解決。我想放行你們學生（上推特、臉書），其實很簡單，現在都可以，但是沒有就說明是我們的技術不作為。

### 遇袭与人身攻击事件
- 2010年12月20日，方滨兴开通了新浪微博，由于年初中国信息产业网、《人民邮电报》曾公开报道了方滨兴的身份为“中国国家防火墙（GFW）之父”，他在北京邮电大学官方网站简历也显示，“首先提出了建设国家网络与信息安全基础设施的理念，并组织研制、实现了相应的系统。”因此引来了大量网民“围观”，不久转化为对方的“围攻”。约一天后，方滨兴的微博进入冻结状态。[30]对于微博上网民对自己的攻击，方滨兴认为那是“自己为国家作出的牺牲”[3][31]。
- 2011年5月19日上午，网民在推特称“下午方滨兴将出现在武汉大学计算机学院B座4楼”，很快在网络上开始了一场“悬赏”袭击方滨兴的活动。[32] 当天下午，方滨兴在武汉大学教学大楼下车时，遭一学生从背后扔鞋袭击。据报道，现场有学生准备了鸡蛋，该学生先向方滨兴投掷了鸡蛋，但未投中。随后，该学生脱下脚上鞋子向其扔去，第一只鞋打中了方滨兴，但第二只鞋被一男一女挡住。[33][34]事后华中科技大学和武汉大学对此事低调处理，肇事學生也未見被抓捕歸案[35]。然而此事早已在网络上传播甚广。官方媒体新华社下属新华网也转载了《云南信息报》的报道。[36]在接受CNN的專訪时，該發佈消息的網民说：“我不高兴他（方濱興）做的事情。他让我花不必要的钱去访问本該是能夠免費存取的网站……他使我的网上冲浪很不方便。”[37]
- 2011年11月17日，方滨兴的微博重新启用，但评论功能被关闭。[38] 18日，北京邮电大学的互联网治理与法律研究中心网站遭到黑客攻擊，首页內容被篡改成一个类似于“愤怒的小鸟”的游戏，只不过“愤怒的小鸟”游戏中的打擊目標從綠皮豬换成了方滨兴的头像，武器也由小鸟換成了鞋子。这个游戏被起名为（愤怒的鞋子）。[39]
- 2012年9月的北京邮电大学开学典礼，方滨兴没有参加。[40]
- 2013年2月9日，方滨兴在微博上给网民拜年，发帖内容称：[41]方滨兴给大家拜年啦！蛇年万事胜意！顺祝北邮信息与通信工程学科位列全国之首 信院师承邮电门， 通今博古育达人； 学富五车仍登攀，科海无涯惟檀痕。北风荡霾数踪尘，邮童快马传轴文；排山倒海挡不住，名领风骚比孤岑。全赢百校奖功臣，国士苦觅心如焚；第令他年异峰起，一啸冲天傲昆仑。

该贴一出，立即引发许多网友关注。由于评论被关闭，微博用户只能对其进行转发留言。两天之内转发愈万次，转发内容多为“滚”字。新浪微博稍后禁止用户查看该贴的转发记录。2014年，其微博已恢复更新及评论功能，但是之前的评论已被悉數删除。其後，他的微博評論被水軍占據，普通用戶無法在其微博下評論。
- 2013年6月27日，方滨兴在北京邮电大学本科毕业生典礼上讲话，宣布自己因身体健康原因不再连任北邮校长职务。[18]英國《金融時報》著重報導网上咒骂者，有部分人表示「祝病魔早日战胜校长」。[43]

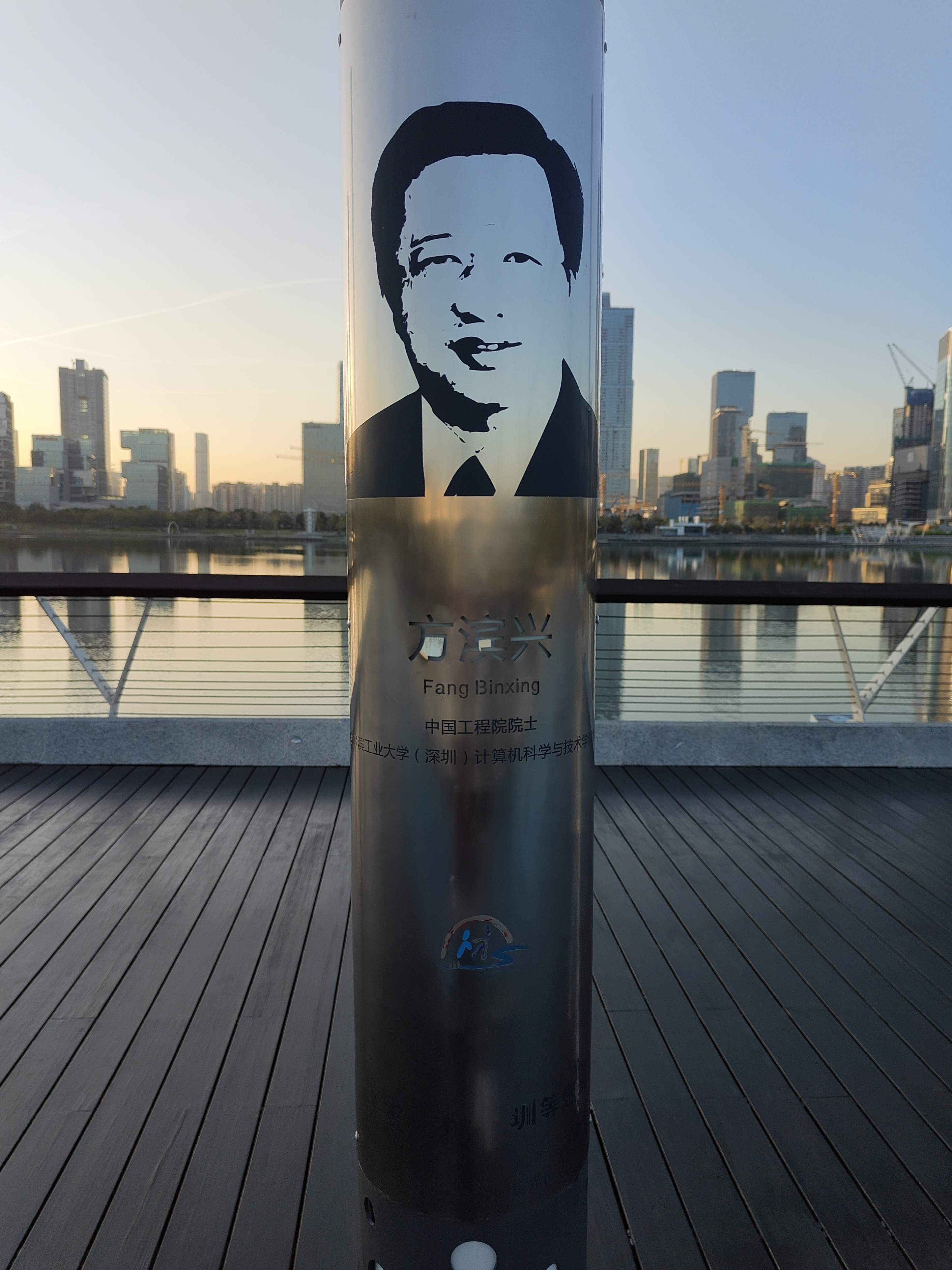
深圳人才公園有方濱興頭像的柱子。

- 2018年，深圳人才公园落成开幕，公园在星光桥区域建立了方滨兴的星光柱，设计者表示其为深圳做出巨大贡献。后有市民在微博上反应指方滨兴的星光柱污渍较多，随后市城管局回应将派人及时清理。[來源請求]

### 本人演示突破防火长城事件
- 2016年4月3日，方滨兴以杰出校友身份，回到其母校哈尔滨工业大学做题为《定义网络空间安全》的报告。报告中，他试图以韩国政府也架设网络防火墙来论证中国架设网络防火墙的必要性。但由于论证其观点的韩国网页被防火长城阻挡，无法访问，方滨兴只能当场连接VPN绕过防火长城继续演讲。连接VPN后，1分钟之內便断线2次，最终其只能在百度搜寻谷歌页面的截图。报告结束后没有安排任何提问环节[44][45]。

## 主要成就

### 科研成就
方滨兴的研究领域主要是网络与信息安全的理论与技术，侧重点在于信息安全体系框架的研究、网络协议分析技术、IPv6技术、网络应急处理技术、系统灾备技术、入侵检测技术、honey-net技术、计算机病毒技术、信息捕获与分析技术、高效文字匹配算法研究、网络健壮性研究、网格计算及其安全技术
- 1995年，以其研究成果“支持存储器无冲突访问的互连开关门阵列芯片的研制”获部级科学进步二等奖，排名第二，又以其研究成果“多机系统的性能评价的研究”获部级科学进步二等奖，排名第二；
- 1996年，以其研究成果“ABC-90阵列计算机综合模拟器”获部级科学进步三等奖，排名第一；
- 2001年，获国务院政府特殊津贴，获中共中央组织部、中央宣传部、中央政法委、中国公安部、民政部、人事部等共同授予的“先进个人”称号，获信息产业部“在信息产业部重点工程中做出突出贡献特等奖先进个人”称号，以其研究成果“计算机病毒及其预防技术”获国防科学技术三等奖，排名第一；
- 2002年，获中组部、中宣部、人事部、中国科技部共同授予的全国“杰出专业技术人才”称号，以其研究成果“信息安全管理系统”获国家科学技术进步一等奖，排名第一，又以其研究成果“大范围宽带网络动态处置系统”获国防科学技术二等奖，排名第二；
- 2004年，获人事部、科技部、教育部、财政部、国家发改委、国家自然科学基金委、中国科协共同授予的“新世纪百千万人才工程国家级人选”，以其研究成果“大规模网络信息获取系统”获国家科学技术进步二等奖，排名第一，又以其研究成果“国家信息安全战略研究”获国家发展改革委机关优秀成果三等奖；
- 2005年，以其研究成果“搜索引擎安全管理系统”获中国通信学会科学技术二等奖，排名第二；
- 2006年，获信息产业部“信息产业科技创新先进工作者”称号；
- 2007年，获何梁何利基金科学与技术进步奖，其研究成果“通信数据安全管理系统”获国家科学技术进步二等奖，排名第一。
- 2017年，被深圳市认定为“杰出人才”。[46]